# Pedilophorus stierlini
Pedilophorus stierlini is een keversoort uit de familie pilkevers (Byrrhidae). De wetenschappelijke naam van de soort is voor het eerst geldig gepubliceerd in 1882 door Des Gozis.